# Cabo Kazantip
Kazantip (ucraniano y ruso: Казанти́п, tr. Kazanti(y)p [kəzɐnʲˈtʲip] o Каза́н-Тип Kazan-Tip [kɐˈzantʲɪp] tártaro de Crimea: Къазан Тип, Qazan Tip) es un cabo ubicado en la parte centro-oriental de la península de Crimea sobre la costa del mar de Azov.

## Etimología
El nombre Kazantip viene del nombre en tártaro de Crimea, qazan tüp que significa «fondo de un caldero» refiriéndose a su perfil cóncavo. 

## Descripción
Se extiende del mar adentro desde la costa, con una longitud total de alrededor de 3–4 km. Su punto más alto es 107 m s. n. m., con una altura media de 30–40 metros mientras que el punto más bajo es 20–30 m. El cabo está en el punto más septentrional de la península de Crimea, separando dos limanes, Kazantipsky y Arbatsky.
El cabo Kazantip está cubierto en su mayor parte por estepa. Desde 1998 fue nombrado reserva natural de Ucrania. En la mitad oriental del cabo se encuentran ruinas antiguas de un asentamiento que se remonta a los siglos III y II a. C.

## En la cultura popular
El faro Kazantipsky se encuentra en el cabo. Durante los años 1995–1999, se celebró cerca un festival de música electrónica que llevaba su nombre, KaZantip.

## Galería

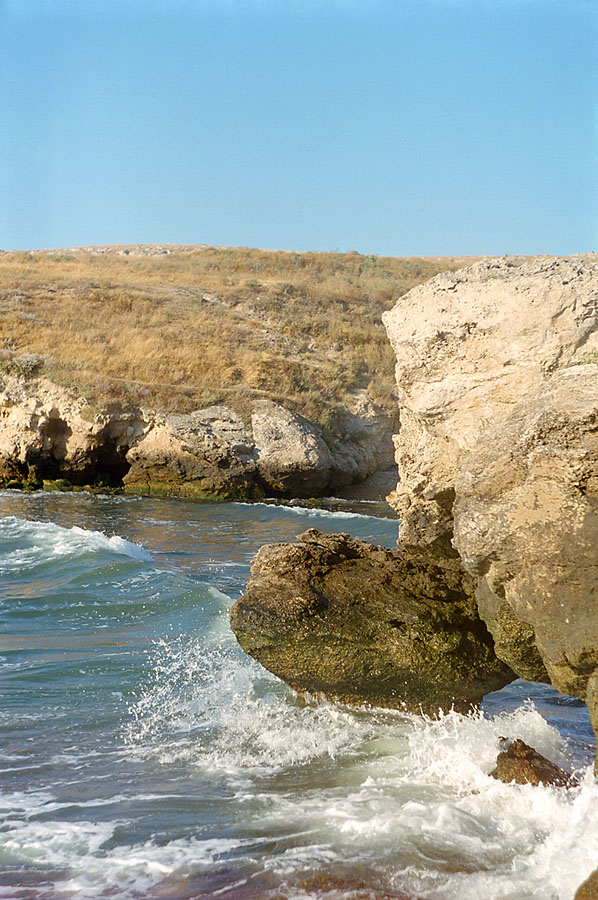
Cabo Kazantip
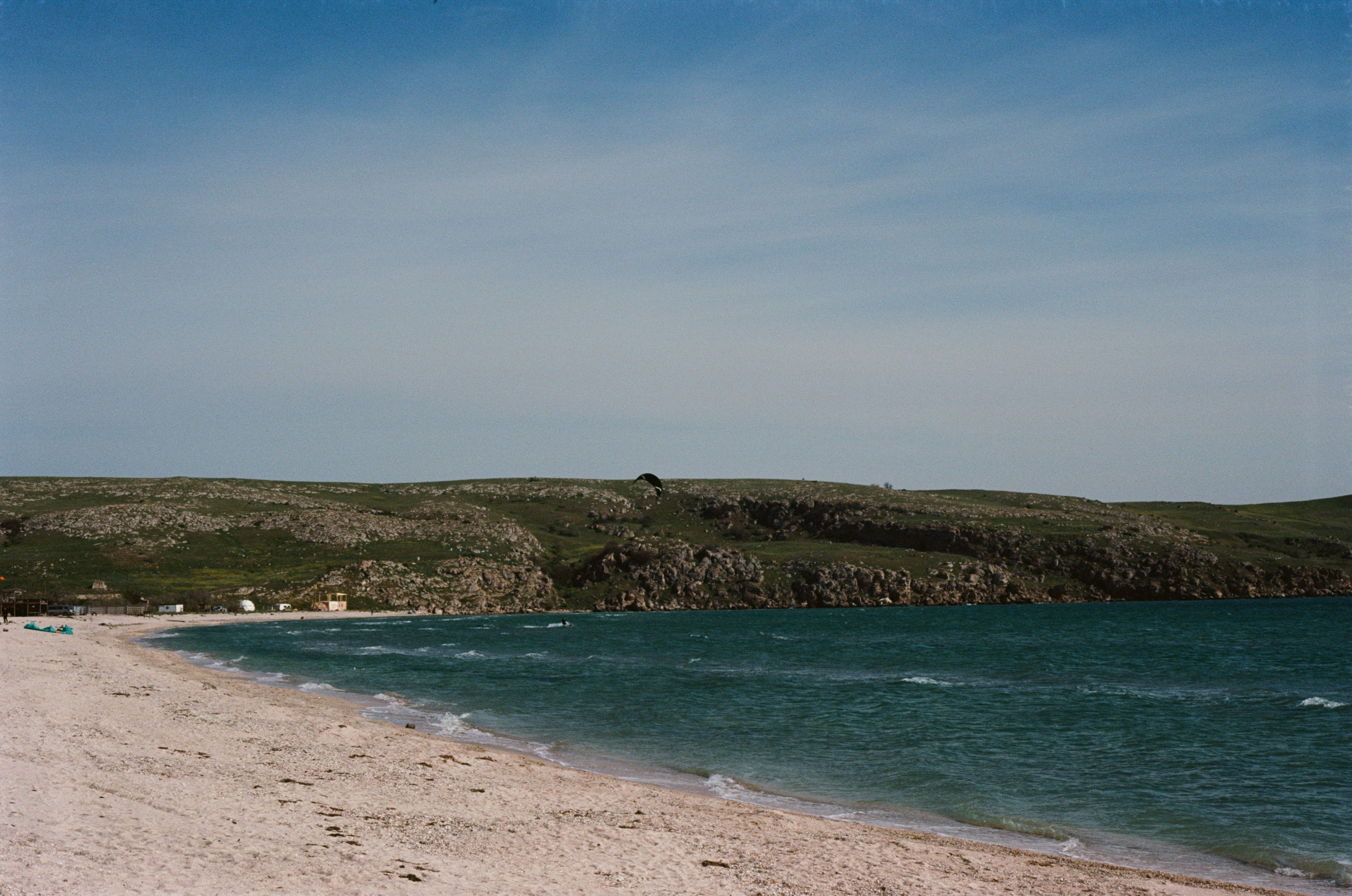
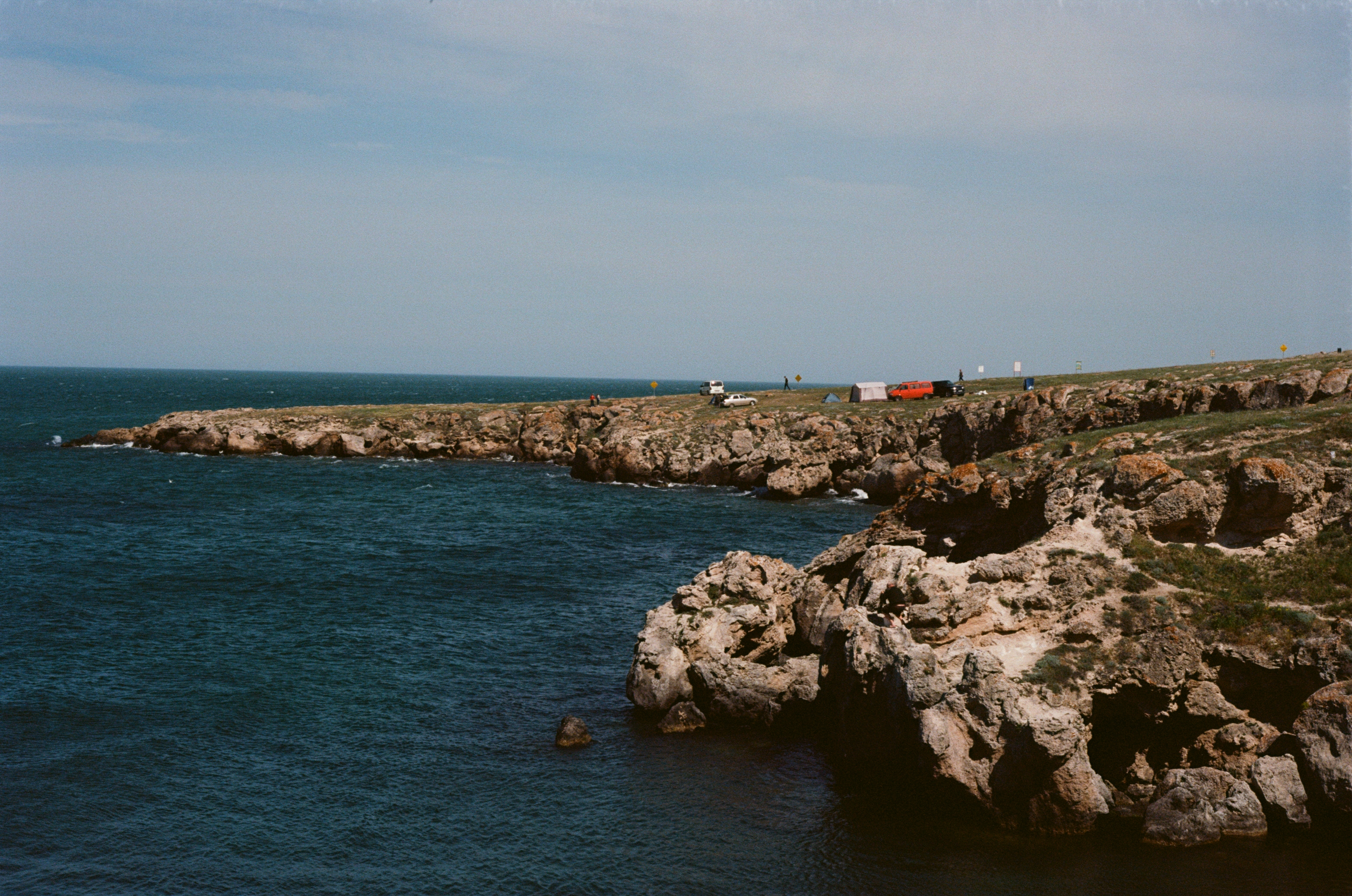